# 高村保裕
高村 保裕（たかむら やすひろ、1971年6月19日 - ）は、日本の男性ナレーター、声優。

## 人物
神奈川県平塚市出身。青二プロダクション所属。神奈川県立平塚江南高等学校卒業。早稲田大学教育学部卒業。声種はバリトン。

## 経歴
1987年、神奈川県立平塚江南高等学校に入学し、1990年、同校を卒業。1991年に早稲田大学に入学、1995年に同大学を卒業。
1995年4月、Jetourに入社。1996年7月、同社を退職。1997年1月にはディレクTVに入社し、2000年6月に同社を退職。
2000年7月よりフリーとなり、司会やリポーターで活動。2002年、青二プロダクションに所属。

## ナレーター

### テレビ
- 趣味悠々 パソコンで音楽を楽しもう（NHK教育）
- 趣味悠々 目指せ200点!スポーツボウリングの世界（NHK教育）
- 団塊スタイル（NHK教育）
- 魅力いっぱい!大リーグ（NHK）
- MOTTAINAI〜もったいない〜（NHK）
- スッキリ!!「スッキリナビ」（日本テレビ）
- 笑っていいとも！（フジテレビ）
- オレワン（フジテレビ）
- 全国一斉○○テスト（テレビ朝日）
- 美の巨人たち（テレビ東京）
- ヘビメタさん（テレビ東京）
- ROCK FUJIYAMA（テレビ東京）
- GAME BREAK（テレビ東京）
- ファミレストーク王決定戦（フジテレビONE TWO NEXT）
- NBA速報（スポーツ・アイ ESPN）
- ゲーム☆バンザイ（MONDO21）
- ゴルフ・ナビゲーター〜名門コース完全攻略〜（BS-i）
- 日本御旅瓦版（CS旅チャンネル）
- For Football（スカイパーフェクTV）
- 出典[6][7]

## ラジオパーソナリティ
- Welcome To 軽井沢（FM軽井沢）

## 出演

### その他のテレビ番組
- 歌うコンシェルジュ♪(NHK総合)アシスタント司会
- HAMA大国（テレビ神奈川）リポーター
- L4YOU!「L4セレクション」（2015年 - 、テレビ東京）[8]

### イベント
- PRIDE 武士道リングアナ
- ロレアル カラー・トロフィー（2005年・2006年）MC
- RIZINリングアナ

## 声優

### 音声ドラマ
- ルボー・サウンドコレクション 目を閉じればいつかの海（2005年）DJ、客 役
- ルボー・サウンドコレクション 手を伸ばせばはるかな海（2006年）高城桐人 役

### ゲーム
- 戦場のヴァルキュリア（2009年）男性オペレーター 役